# Amphipyra cupreata
Amphipyra cupreata är en fjärilsart som beskrevs av W. Warren 1911. Amphipyra cupreata ingår i släktet Amphipyra och familjen nattflyn. Inga underarter finns listade i Catalogue of Life.